# Joan Vallvé
Joan Vallvé i Ribera (ur. 29 września 1940 w Barcelonie) – hiszpański i kataloński inżynier oraz polityk, w latach 1994–1999 i 2002–2004 oraz w 2009 deputowany do Parlamentu Europejskiego.

## Życiorys
Uzyskał licencjat z dziedziny inżynierii przemysłowej. Później obronił doktorat na Politechnice Katalońskiej w Barcelonie. W 1980 został wybrany na posła do parlamentu Katalonii z ramienia Konwergencji Demokratycznej Katalonii. Mandat obronił w wyborach 1984 i 1988 (kandydował z prowincji Lleida i Barcelona). W 1999 ponownie wybrano go do parlamentu regionalnego (w 2000 zrezygnował z mandatu).
Od 1980 do 1984 pełnił obowiązki sekretarza generalnego w departamencie przemysłu i energii Generalitat de Catalunya. W 1989 został mianowany katalońskim ministrem rolnictwa i rybołówstwa (do 1992). Później stał na czele resortu ds. zagranicznych (1992–1994).
W 1994 znalazł się w Parlamencie Europejskim jako kandydat koalicji tworzonej m.in. przez CiU i Walencki Blok Nacjonalistyczny. W 2002 po raz kolejny objął mandat posła do PE, który wykonywał do 2004. W 2009 przez kilka miesięcy trzeci raz zasiadał w PE z listy Galeusca – Pueblos de Europa.
W latach 1996–2004 stał na czele Stowarzyszenia Regionów Granicznych Europy. Od 2006 do 2007 był przewodniczącym stowarzyszenia katalońskich inżynierów przemysłowych (Associació d'Enginyers Industrials de Catalunya).